# Metropolia orenburska
Metropolia orenburska – jedna z metropolii Rosyjskiego Kościoła Prawosławnego. W jej skład wchodzą trzy eparchie: orenburska, orska oraz buzułucka.
Erygowana przez Święty Synod Rosyjskiego Kościoła Prawosławnego w październiku 2011. Obejmuje terytorium obwodu orenburskiego.

## Metropolici orenburscy
- Walenty (Miszczuk), 2011–2015[2][3]
- Beniamin (Zaricki), 2015-2023[3][4]
- Piotr (Mansurow), od 2024[5]